# Terza Categoria 1909-1910
I campionati di Terza Categoria della stagione 1909-1910 furono la sesta edizione di questo campionato di calcio. Questa fu la prima volta che la manifestazione venne organizzata dai neonati Comitati regionali.
Fu disputato e gestito a livello regionale in modo da evitare eccessive spese di trasporto alle squadre partecipanti.

## Formula
Il campionato, giocato fra i mesi di marzo e maggio per motivi meteorologici (dopo il disgelo dei piccoli campi non cintati), veniva stilato dai Comitati Regionali, o dai dirigenti delegati dall'Assemblea Federale di luglio/agosto se il comitato non era stato ancora costituito, a seconda del numero delle società iscritte e ripartite in uno o più gironi a seconda delle distanze chilometriche.
La vincitrice di ciascun girone accedeva a un girone finale in cui la prima classificata si aggiudicava il titolo. La competizione non ebbe una finale nazionale.
Il calendario non fu organizzato allo stesso modo da tutti i Comitati Regionali. Per poter arrivare ad un termine comune (la F.I.G.C. non imponeva un termine perentorio e comunque prima dell'arrivo della "canicola" di inizio maggio) si optava spesso per i "gironi di sola andata" perché il girone all'italiana detto all'epoca "a girone doppio" non era applicabile viste le ridotte domeniche utilizzabili.

## Avvenimenti
Nelle regioni Emilia, Puglia e Lazio vennero organizzati per la prima volta, essendo stati demandati ai Comitati Regionali appena costituiti. In diverse regioni parteciparono le seconde e terze squadre di club le cui prime formazioni giocavano nei campionati maggiori, anche se alcuni grandi club, come il Milan, cominciarono a defezionare da questa categoria, utilizzando invece come vivaio le piccole società concittadine.
Si fa menzione storica, riguardo agli effetti delle varie competizioni, dell'inizio delle carriere sportive verso gli alti livelli di Bologna e Casale, dall'anno successivo iscritte rispettivamente in Prima e Seconda Categoria, e dell'inizio dell'egemonia bianco-celeste sui campionati ufficiali romani e meridionali, che durerà per anni anche dopo il periodo bellico. La categoria cominciò infatti ad accogliere molte squadre titolari, ancor più della Seconda Categoria che aveva costi molto maggiori senza avere il fascino di vertice della Prima Categoria.

## Lombardia
Il campionato fu organizzato ancora dai delegati nominati nell'assemblea federale in quanto i comitati regionali furono inizialmente concepiti come organi periferici e quindi non ne furono istituiti nella regione sede della Federazione.

### Girone milanese

#### Squadre partecipanti
| Club                    | Città  | Stadio                                          |
| ----------------------- | ------ | ----------------------------------------------- |
| A.C. Lombardia          | Milano | Campo del Bersaglio alla Cagnola a Milano       |
| Ausonia F.C. (B)        | Milano | Campo di via Tessèra a Milano                   |
| F.C. Internazionale (C) | Milano | Campo di Ripa Ticinese a Milano                 |
| Libertas Club (B)       | Milano | Campo del "Bersaglio" alla Cagnola a Milano     |
| U.S. Milanese (C)       | Milano | Campo presso cascina Mojetta, San Siro a Milano |

#### Classifica finale
|  | Pos. | Squadra             | Pt | G | V | N | P | GF | GS | DR  |
|  | ---- | ------------------- | -- | - | - | - | - | -- | -- | --- |
|  | 1.   | Ausonia (B)         | 8  | 4 | 4 | 0 | 0 | 13 | 3  | +10 |
|  | 2.   | Libertas Milano (B) | 4  | 3 | 2 | 0 | 1 | 7  | 4  | +3  |
|  | 3.   | US Milanese (C)     | 3  | 3 | 1 | 1 | 0 | 5  | 5  | 0   |
|  | 3.   | Inter (C)           | 3  | 4 | 1 | 1 | 2 | 2  | 4  | -2  |
|  | 4.   | Lombardia           | 0  | 4 | 0 | 0 | 4 | 6  | 17 | -11 |

Legenda:

      Ammesso alla finale.
Note:

Due punti a vittoria, uno a pareggio, zero a sconfitta.
Campionato a girone semplice (di sola andata).

#### Verdetti finali
- L'Ausonia riserve è qualificato alle finali regionali.[2]

#### Calendario
| Prima giornata    | Sola andata | Sola andata |
|                   |             |             |
| Lombardia-Ausonia | 2-6         | 3 mar.      |
| Milanese-Libertas | 1-0         | 3 mar.      |
| Riposa: Inter     |             | 3 mar.      |

| Seconda giornata   | Sola andata | Sola andata |
|                    |             |             |
| Inter-Milanese     | 0-0         | 20 mar.     |
| Libertas-Lombardia | 5-2         | 20 mar.     |
| Riposa: Ausonia    |             | 20 mar.     |

| Terza giornata     | Sola andata | Sola andata |
|                    |             |             |
| Ausonia-Inter      | 2-0         | 3 apr.      |
| Milanese-Lombardia | 4-2         | 3 apr.      |
| Riposa: Libertas   |             | 3 apr.      |

| Quarta giornata  | Sola andata | Sola andata |
|                  |             |             |
| Ausonia-Libertas | 2-0         | 10 apr.     |
| Inter-Lombardia  | 2-0         | 10 apr.     |
| Riposa: Milanese |             | 10 apr.     |

| Quinta giornata   | Sola andata | Sola andata |
|                   |             |             |
| Milanese-Ausonia  | 1-3         | 17 apr.     |
| Libertas-Inter    | 2-0         | 17 apr.     |
| Riposa: Lombardia |             | 17 apr.     |

### Girone provinciale

#### Squadre partecipanti
"La Victoria", unica squadra provinciale iscritta al campionato, va direttamente in finale.
| Club             | Città   | Stadio |
| ---------------- | ------- | ------ |
| S.G. La Victoria | Brescia | ?      |

### Girone finale

#### Classifica finale
|  | Pos. | Squadra     | Pt | G | V | N | P | GF | GS | DR |
|  | ---- | ----------- | -- | - | - | - | - | -- | -- | -- |
|  | 1.   | Ausonia (B) | 4  | 2 | 2 | 0 | 0 | 8  | 2  | +6 |
|  | 2.   | La Victoria | 0  | 2 | 0 | 0 | 2 | 2  | 8  | -6 |

Legenda:

      Campione lombardo 1909-1910.
Note:

Due punti a vittoria, uno a pareggio, zero a sconfitta.

#### Verdetti finali
- L'Ausonia riserve è campione lombardo di Terza Categoria 1909-1910.[2]

#### Calendario
| Andata (1ª) | Andata (1ª) | Prima giornata      | Ritorno (2ª) | Ritorno (2ª) |
|             |             |                     |              |              |
| 1 mag.      | 5-2         | Ausonia-La Victoria | 3-0          | 8 mag.       |

## Piemonte

### Girone torinese

#### Squadre partecipanti
| Club              | Città  | Stadio                               |
| ----------------- | ------ | ------------------------------------ |
| F.C. Juventus (C) | Torino | Stadio di Corso Sebastopoli - Torino |
| F.C. Torino (C)   | Torino | campo di Piazza d'Armi - Torino      |

#### Classifica finale
|  | Pos. | Squadra      | Pt | G | V | N | P | GF | GS | DR |
|  | ---- | ------------ | -- | - | - | - | - | -- | -- | -- |
|  | 1.   | Torino (C)   | 4  | 2 | 2 | 0 | 0 | 9  | 2  | +7 |
|  | 2.   | Juventus (C) | 0  | 2 | 0 | 0 | 2 | 2  | 9  | -7 |

Legenda:

      Ammesso alla finale.
Note:

Due punti a vittoria, uno a pareggio, zero a sconfitta.

#### Verdetti finali
- La terza squadra del Torino è qualificata alle finali regionali.[7]

#### Calendario
| Andata (1ª) | Andata (1ª) | Prima giornata  | Ritorno (2ª) | Ritorno (2ª) |
|             |             |                 |              |              |
| 10 apr.     | 2-6         | Juventus-Torino | 0-3          | 20 mar.      |

### Girone provinciale

#### Squadre partecipanti
| Club          | Città             | Stadio                                     |
| ------------- | ----------------- | ------------------------------------------ |
| Casale F.B.C. | Casale Monferrato | Campo sportivo Priocco - Casale Monferrato |
| S.C. Veloces  | Biella            | Campo Sant'Eusebio - Biella                |

#### Classifica finale
|  | Pos. | Squadra        | Pt | G | V | N | P | GF | GS | DR |
|  | ---- | -------------- | -- | - | - | - | - | -- | -- | -- |
|  | 1.   | Casale         | 2  | 1 | 1 | 0 | 0 | 2  | 0  | +2 |
|  | 2.   | Veloces Biella | 0  | 1 | 0 | 0 | 1 | 0  | 2  | -2 |

Legenda:

      Ammesso alla finale.
Note:

Due punti a vittoria, uno a pareggio, zero a sconfitta.
Campionato a girone semplice (di sola andata).

#### Verdetti finali
- Casale qualificato alle finali regionali.[7]

#### Calendario
| Andata (1ª) | Andata (1ª) | Prima giornata | Ritorno (2ª) | Ritorno (2ª) |
|             |             |                |              |              |
| 20 mar.     | 2-0         | Casale-Veloces | n.d.         | 10 apr.      |

### Girone finale

#### Classifica finale
|  | Pos. | Squadra    | Pt | G | V | N | P | GF | GS | DR |
|  | ---- | ---------- | -- | - | - | - | - | -- | -- | -- |
|  | 1.   | Casale     | 4  | 2 | 2 | 0 | 0 | 5  | 2  | +3 |
|  | 2.   | Torino (C) | 0  | 2 | 0 | 0 | 2 | 2  | 5  | -3 |

Legenda:

      Campione piemontese 1909-1910.
Note:

Due punti a vittoria, uno a pareggio, zero a sconfitta.

#### Verdetti finali
- Casale campione piemontese di Terza Categoria 1909-1910.[7]

#### Calendario
| Andata (1ª) | Andata (1ª) | Prima giornata | Ritorno (2ª) | Ritorno (2ª) |
|             |             |                |              |              |
| 24 apr.     | 2-3         | Torino-Casale  | 0-2          | 27 mag.      |

## Veneto

### Squadre partecipanti
| Club             | Città   | Stadio                                 |
| ---------------- | ------- | -------------------------------------- |
| A.C. Padova (B)  | Padova  | Campo Giovan Battista Belzoni a Padova |
| A.C. Vicenza (B) | Vicenza | ?                                      |
| F.B.C. Volontari | Venezia | ?                                      |

### Classifica finale
|  | Pos. | Squadra           | Pt | G | V | N | P | GF | GS | DR  |
|  | ---- | ----------------- | -- | - | - | - | - | -- | -- | --- |
|  | 1.   | Vicenza (B)       | 8  | 4 | 4 | 0 | 0 | 10 | 1  | +9  |
|  | 2.   | Volontari Venezia | 4  | 4 | 2 | 0 | 2 | 8  | 7  | +1  |
|  | 3.   | Padova (B)        | 0  | 4 | 0 | 0 | 4 | 1  | 11 | -10 |

Legenda:

      Campione veneto 1909-1910.
Note:

Due punti a vittoria, uno a pareggio, zero a sconfitta.

### Verdetti finali
- Il Vicenza riserve è campione veneto di Terza Categoria 1909-1910.[12]

### Calendario
| Andata (1ª) | Andata (1ª)     | Prima giornata           | Ritorno (4ª) | Ritorno (4ª) |
|             |                 |                          |              |              |
| 20 mar.     | 5-0             | Volontari Venezia-Padova | 2-1          | 17 apr.      |
| 20 mar.     | Riposa: Vicenza |                          |              | 17 apr.      |

| Andata (2ª) | Andata (2ª)    | Seconda giornata          | Ritorno (5ª) | Ritorno (5ª) |
|             |                |                           |              |              |
| 3 apr.      | 0-3            | Volontari Venezia-Vicenza | 1-3          | 10 apr.      |
| 3 apr.      | Riposa: Padova |                           |              | 10 apr.      |

| Andata (3ª) | Andata (3ª)               | Terza giornata | Ritorno (6ª) | Ritorno (6ª) |
|             |                           |                |              |              |
| 24 apr.     | 2-0                       | Vicenza-Padova | 0-2          | 1º mag.      |
| 24 apr.     | Riposa: Volontari Venezia |                |              | 1º mag.      |

## Liguria

### Girone genovese

#### Squadre partecipanti
| Club                  | Città  | Stadio                                         |
| --------------------- | ------ | ---------------------------------------------- |
| Spinola F.C. (B)      | Genova | ?                                              |
| Genoa C.F.C. (C)      | Genova | Campo di San Gottardo a Genova                 |
| S.G. Andrea Doria (C) | Genova | Campo sportivo della Cajenna, a Genova-Marassi |

#### Classifica finale
|  | Pos. | Squadra          | Pt | G | V | N | P | GF | GS | DR |
|  | ---- | ---------------- | -- | - | - | - | - | -- | -- | -- |
|  | 1.   | Andrea Doria (C) | 4  | 2 | 2 | 0 | 0 | 8  | 3  | +5 |
|  | 2.   | Spinola (B)      | 2  | 2 | 1 | 0 | 1 | 6  | 4  | +2 |
|  | 3.   | Genoa (C)        | 0  | 2 | 0 | 0 | 2 | 0  | 7  | -7 |

Legenda:

      Ammesso alla finale.
Note:

Due punti a vittoria, uno a pareggio, zero a sconfitta.
Campionato a girone semplice (di sola andata).

#### Verdetti finali
- La terza squadra dell'Andrea Doria è qualificata alle finali regionali.[12]

#### Calendario
| Prima giornata       | Sola andata | Sola andata |
|                      |             |             |
| Genoa-Spinola        | 0-3         | 3 apr.      |
| Riposa: Andrea Doria |             | 3 apr.      |

| Seconda giornata   | Sola andata | Sola andata |
|                    |             |             |
| Andrea Doria-Genoa | 4-0         | 10 apr.     |
| Riposa: Spinola    |             | 10 apr.     |

| Terza giornata       | Sola andata | Sola andata |
|                      |             |             |
| Spinola-Andrea Doria | 3-4         | 17 apr.     |
| Riposa: Genoa        |             | 17 apr.     |

### Girone provinciale

#### Squadre partecipanti
La Savonese, unica squadra provinciale iscritta al campionato, va direttamente in finale.
| Club                      | Città  | Stadio                       |
| ------------------------- | ------ | ---------------------------- |
| F.G. Savonese Sez. Calcio | Savona | Piazza d'Armi in corso Ricci |

### Girone finale

#### Classifica finale
|  | Pos. | Squadra          | Pt | G | V | N | P | GF | GS | DR |
|  | ---- | ---------------- | -- | - | - | - | - | -- | -- | -- |
|  | 1.   | Andrea Doria (C) | 3  | 2 | 1 | 1 | 0 | 7  | 2  | +5 |
|  | 2.   | Savonese         | 1  | 2 | 0 | 1 | 1 | 2  | 7  | -5 |

Legenda:

      Campione ligure 1909-1910.
Note:

Due punti a vittoria, uno a pareggio, zero a sconfitta.

#### Verdetti finali
- La terza squadra dell'Andrea Doria è campione ligure di Terza Categoria 1909-1910.[12]

#### Calendario
| Andata (1ª) | Andata (1ª) | Prima giornata        | Ritorno (2ª) | Ritorno (2ª) |
|             |             |                       |              |              |
| 24 apr.     | 1-1         | Savonese-Andrea Doria | 1-6          | 1º mag.      |

## Emilia-Romagna

### Squadre partecipanti
| Club                      | Città   | Stadio                                              |
| ------------------------- | ------- | --------------------------------------------------- |
| Bologna F.B.C.            | Bologna | Prati di Caprara presso la Piazza d'armi di Bologna |
| S.G. Sempre Avanti!       | Bologna | ?                                                   |
| S.G.E. Virtus Sez. Calcio | Bologna | ?                                                   |

### Classifica
|  | Pos. | Squadra        | Pt | G | V | N | P | GF | GS | DR  |
|  | ---- | -------------- | -- | - | - | - | - | -- | -- | --- |
|  | 1.   | Bologna        | 4  | 2 | 2 | 0 | 0 | 19 | 1  | +18 |
|  | 2.   | Virtus         | 1  | 2 | 0 | 1 | 1 | 1  | 9  | -8  |
|  | 2.   | Sempre Avanti! | 1  | 2 | 0 | 1 | 1 | 0  | 10 | -10 |

Legenda:

      Campione emiliano 1909-1910.
Note:

Due punti a vittoria, uno a pareggio, zero a sconfitta.

### Verdetti finali
- Bologna campione emiliano di Terza Categoria 1909-1910.[12]

### Calendario
| Prima giornata         | Sola andata | Sola andata |
|                        |             |             |
| Bologna-Sempre Avanti! | 10-0        | 20 mar.     |
| Riposa: Virtus         |             | 20 mar.     |

| Seconda giornata       | Sola andata | Sola andata |
|                        |             |             |
| Bologna-Virtus         | 9-1         | 20 mar.     |
| Riposa: Sempre Avanti! |             | 20 mar.     |

| Terza giornata        | Sola andata | Sola andata |
|                       |             |             |
| Virtus-Sempre Avanti! | 0-0         | 17 apr.     |
| Riposa: Bologna       |             | 17 apr.     |

## Toscana

### Girone fiorentino

#### Squadre partecipanti
| Club           | Città   | Stadio                                                      |
| -------------- | ------- | ----------------------------------------------------------- |
| Firenze F.B.C. | Firenze | Prato del Quercione (attuale Parco delle Cascine) a Firenze |
| Itala F.C.     | Firenze | Prato del Quercione (attuale Parco delle Cascine) a Firenze |

#### Classifica finale
|  | Pos. | Squadra       | Pt | G | V | N | P | GF | GS | DR |
|  | ---- | ------------- | -- | - | - | - | - | -- | -- | -- |
|  | 1.   | Firenze FBC   | 2  | 1 | 1 | 0 | 0 | 3  | 2  | +1 |
|  | 2.   | Itala Firenze | 0  | 1 | 0 | 0 | 1 | 2  | 3  | -1 |

Legenda:

      Ammesso alla finale.
Note:

Due punti a vittoria, uno a pareggio, zero a sconfitta.
Campionato a girone semplice (di sola andata).

#### Verdetti finali
- Firenze qualificato alle finali regionali.[19][20]

#### Calendario
| Gara unica    | Senza ritorno | Senza ritorno |
|               |               |               |
| Itala-Firenze | 2-3           | 13 mar.       |

### Girone livornese

#### Squadre partecipanti
| Club                    | Città   | Stadio                            |
| ----------------------- | ------- | --------------------------------- |
| S.P.E.S.                | Livorno | Piazzale Orlando                  |
| Soc. Virtus Juventusque | Livorno | Poligono di Tiro Bastia a Livorno |

#### Classifica finale
|  | Pos. | Squadra            | Pt | G | V | N | P | GF | GS | DR |
|  | ---- | ------------------ | -- | - | - | - | - | -- | -- | -- |
|  | 1.   | SPES Livorno       | 2  | 1 | 1 | 0 | 0 | 3  | 1  | +2 |
|  | 2.   | Virtus Juventusque | 0  | 1 | 0 | 0 | 1 | 1  | 3  | -2 |

Legenda:

      Ammesso alla finale.
Note:

Due punti a vittoria, uno a pareggio, zero a sconfitta.
Campionato a girone semplice (di sola andata).

#### Verdetti finali
- SPES qualificato alle finali regionali.[19]

#### Calendario
| Gara unica              | Senza ritorno | Senza ritorno |
|                         |               |               |
| SPES-Virtus Juventusque | 3-1           | 27 mar.       |

### Girone pisano

#### Squadre partecipanti
Il Pisa, unica squadra pisana iscritta al campionato, va direttamente in finale.
| Club      | Città | Stadio             |
| --------- | ----- | ------------------ |
| Pisa F.C. | Pisa  | Velodromo Stampace |

### Girone finale

#### Classifica finale
|  | Pos. | Squadra      | Pt | G | V | N | P | GF | GS | DR |
|  | ---- | ------------ | -- | - | - | - | - | -- | -- | -- |
|  | 1.   | Firenze      | 4  | 2 | 2 | 0 | 0 | 9  | 2  | +7 |
|  | 2.   | SPES Livorno | 2  | 2 | 1 | 0 | 1 | 4  | 4  | 0  |
|  | 3.   | Pisa FC      | 0  | 2 | 0 | 0 | 2 | 0  | 7  | -7 |

Legenda:

      Campione toscano 1909-1910.
Note:

Due punti a vittoria, uno a pareggio, zero a sconfitta.
Campionato a girone semplice (di sola andata).

#### Verdetti finali
- Firenze campione toscano di Terza Categoria 1910.[19][20]

#### Calendario
| Prima giornata | Sola andata | Sola andata |
|                |             |             |
| Firenze-Pisa   | 5-0         | 20 mar.     |
| Riposa: SPES   |             | 20 mar.     |

| Seconda giornata | Sola andata | Sola andata |
|                  |             |             |
| Firenze-SPES     | 4-2         | 3 apr.      |
| Riposa: Pisa     |             | 3 apr.      |

| Terza giornata  | Sola andata | Sola andata |
|                 |             |             |
| Pisa-SPES       | 0-2         | 10 apr.     |
| Riposa: Firenze |             | 10 apr.     |

## Lazio

### Squadre partecipanti
| Club             | Città | Stadio                                                            |
| ---------------- | ----- | ----------------------------------------------------------------- |
| F.B.C. di Roma   | Roma  | Campo Due Pini a Roma                                             |
| S.G.S. Fortitudo | Roma  | Campo Aurelio "Madonna del Riposo", nella Pineta Sacchetti a Roma |
| S.S. Juventus    | Roma  | Campo Piazza d'armi (Roma) a Roma                                 |
| S.P. Lazio       | Roma  | Parco dei Daini - Roma                                            |

### Classifica
|  | Pos. | Squadra       | Pt | G | V | N | P | GF | GS | DR  |
|  | ---- | ------------- | -- | - | - | - | - | -- | -- | --- |
|  | 1.   | Lazio         | 12 | 6 | 6 | 0 | 0 | 31 | 2  | +29 |
|  | 2.   | Roman         | 7  | 6 | 3 | 1 | 2 | 8  | 14 | -6  |
|  | 3.   | Juventus Roma | 3  | 6 | 1 | 1 | 4 | 6  | 14 | -8  |
|  | 4.   | Fortitudo     | 2  | 6 | 1 | 0 | 5 | 10 | 25 | -15 |

Legenda:

      Campione laziale 1909-1910.
Note:

Due punti a vittoria, uno a pareggio, zero a sconfitta.

### Verdetti finali
- Lazio campione laziale di Terza Categoria 1909-1910.[19]

### Calendario
| Andata (1ª)  | Andata (1ª) | Prima giornata    | Ritorno (4ª) | Ritorno (4ª) |
|              |             |                   |              |              |
| 13 mar. 1910 | 11-0        | Lazio-Fortitudo   | 4-1          | 10 apr. 1910 |
| 13 mar. 1910 | 3-0         | FBC Roma-Juventus | 0-0          | 10 apr. 1910 |

| Andata (2ª)  | Andata (2ª) | Seconda giornata   | Ritorno (5ª) | Ritorno (5ª) |
|              |             |                    |              |              |
| 20 mar. 1910 | 6-1         | Lazio-FBC Roma     | 6-0          | 17 apr. 1910 |
| 20 mar. 1910 | 7-0         | Fortitudo-Juventus | 0-6          | 17 apr. 1910 |

| Andata (3ª) | Andata (3ª) | Terza giornata     | Ritorno (6ª) | Ritorno (6ª) |
|             |             |                    |              |              |
| 3 apr. 1910 | 2-0         | Lazio-Juventus     | 2-0          | 24 apr. 1910 |
| 3 apr. 1910 | 0-1         | Fortitudo-FBC Roma | 2-3          | 24 apr. 1910 |

## Campania

### Girone napoletano

#### Squadre partecipanti
| Club              | Città  | Stadio                                  |
| ----------------- | ------ | --------------------------------------- |
| Juventus S.C.     | Napoli | Campo sportivo della Open Air ad Agnano |
| Naples F.B.C. (B) | Napoli | Campo sportivo della Open Air ad Agnano |
| Open Air F.B.C.   | Napoli | Campo sportivo della Open Air ad Agnano |
| S.S. Napoli       | Napoli | Campo sportivo della Open Air ad Agnano |
| S.C. Audace       | Napoli | Campo sportivo della Open Air ad Agnano |
| S.C. Elios        | Napoli | Campo sportivo della Open Air ad Agnano |

#### Classifica finale
|  | Pos. | Squadra         | Pt | G | V | N | P | GF | GS | DR  |
|  | ---- | --------------- | -- | - | - | - | - | -- | -- | --- |
|  | 1.   | Audacia Napoli  | 9  | 5 | 4 | 1 | 0 | 15 | 3  | +12 |
|  | 2.   | Sportiva Napoli | 6  | 5 | 3 | 0 | 2 | 6  | 10 | -4  |
|  | 3.   | Juventus Napoli | 6  | 5 | 2 | 2 | 1 | 10 | 6  | +4  |
|  | 4.   | Naples (B)      | 5  | 5 | 2 | 1 | 2 | 8  | 6  | +2  |
|  | 5.   | Elios           | 4  | 5 | 1 | 2 | 2 | 17 | 11 | +6  |
|  | 6.   | Open Air        | 0  | 5 | 0 | 0 | 5 | 3  | 23 | -20 |

Legenda:

      Ammesso alla finale.
Note:

Due punti a vittoria, uno a pareggio, zero a sconfitta.
Campionato a girone semplice (di sola andata).

#### Verdetti finali
- L'Audace è qualificato alle finali regionali.[25]

#### Calendario
| Prima giornata  | Sola andata | Sola andata |
|                 |             |             |
| Audace-Napoli   | 6-0         | 3 apr.      |
| Elios-Juventus  | 2-2         | 3 apr.      |
| Naples-Open Air | 3-0         | 3 apr.      |

| Seconda giornata | Sola andata | Sola andata |
|                  |             |             |
| Naples-Napoli    | 3-0         | 10 apr.     |
| Elios-Open Air   | 12-2        | 10 apr.     |
| Audace-Juventus  | 2-2         | 10 apr.     |

| Terza giornata  | Sola andata | Sola andata |
|                 |             |             |
| Juventus-Napoli | 0-2         | 17 apr.     |
| Audace-Open Air | 2-0         | 17 apr.     |
| Elios-Naples    | 2-2         | 17 apr.     |

| Quarta giornata | Sola andata | Sola andata |
|                 |             |             |
| Audace-Elios    | 3-1         | 24 apr.     |
| Open Air-Napoli | 1-2         | 24 apr.     |
| Juventus-Naples | 2-0         | 24 apr.     |

| Quinta giornata   | Sola andata | Sola andata |
|                   |             |             |
| Elios-Napoli      | 0-2         | 1º mag.     |
| Juventus-Open Air | 4-0         | 1º mag.     |
| Audace-Naples     | 2-0         | 1º mag.     |

### Girone provinciale

#### Squadre partecipanti
La Robur di Caserta, unica squadra provinciale iscritta al campionato, va direttamente in finale.
| Club                 | Città   | Stadio            |
| -------------------- | ------- | ----------------- |
| F.B.C. Robur Caserta | Caserta | Reggia di Caserta |

### Girone finale

#### Classifica finale
|  | Pos. | Squadra        | Pt | G | V | N | P | GF | GS | DR |
|  | ---- | -------------- | -- | - | - | - | - | -- | -- | -- |
|  | 1.   | Audacia Napoli | 2  | 2 | 1 | 0 | 1 | 4  | 3  | +1 |
|  | 2.   | Robur Caserta  | 2  | 2 | 1 | 0 | 1 | 3  | 4  | -1 |

Legenda:

      Campione campano 1909-1910.
Note:

Due punti a vittoria, uno a pareggio, zero a sconfitta.

#### Verdetti
- L'Audace è campione campano di Terza Categoria 1909-1910 avendo vinto lo spareggio del 7 ottobre 1910.[25][29]

#### Calendario
| Andata (1ª) | Andata (1ª) | Finale               | Ritorno (2ª) | Ritorno (2ª) |
|             |             |                      |              |              |
| 5 mag.      | 4-1         | Audace-Robur Caserta | 0-2          | 8 mag.       |

#### Spareggi
| Spareggio            | gara unica | gara unica |
|                      |            |            |
| Audace-Robur Caserta | 2-0        | ?? mag.    |

| Ripetizione spareggio | gara unica | gara unica |
|                       |            |            |
| Audace-Robur Caserta  | ?-?        | 7 ott.     |

## Puglia

### Squadre partecipanti
| Club            | Città   | Stadio                                     |
| --------------- | ------- | ------------------------------------------ |
| Bari F.B.C. (B) | Bari    | Campo San Lorenzo (Piazza d'armi (Bari))   |
| S.C. Lecce      | Lecce   | Pista Comunale di Lecce                    |
| S.S. Pro Italia | Taranto | Piazza d'Armi presso l'Arsenale di Taranto |

### Classifica finale
|  | Pos. | Squadra      | Pt | G | V | N | P | GF | GS | DR  |
|  | ---- | ------------ | -- | - | - | - | - | -- | -- | --- |
|  | 1.   | Bari FBC (B) | 8  | 4 | 4 | 0 | 0 | 17 | 3  | +14 |
|  | 2.   | Pro Italia   | 4  | 4 | 2 | 0 | 2 | 6  | 10 | -4  |
|  | 3.   | SC Lecce     | 0  | 4 | 0 | 0 | 4 | 4  | 14 | -10 |

Legenda:

      Campione pugliese 1909-1910.
Note:

Due punti a vittoria, uno a pareggio, zero a sconfitta.

### Verdetti finali
- Il Bari riserve è campione pugliese di Terza Categoria 1909-1910.[25]

Bari e Pro Italia di Taranto (quest'ultima con maglie a strisce bianche e verdi) posano, il 3 aprile 1910, al "Campo San Lorenzo" di Bari, prima di disputare la prima giornata di Terza Categoria pugliese, poi vinta dai padroni di casa 6-1.

### Calendario
| Andata (1ª) | Andata (1ª)   | Prima giornata  | Ritorno (3ª) | Ritorno (3ª) |
|             |               |                 |              |              |
| 3 apr.      | 6-1           | Bari-Pro Italia | 2-0          | 17 apr.      |
| 3 apr.      | Riposa: Lecce |                 |              | 17 apr.      |

| Andata (2ª) | Andata (2ª)        | Seconda giornata | Ritorno (5ª) | Ritorno (5ª) |
|             |                    |                  |              |              |
| 10 apr.     | 5-1                | Bari-Lecce       | 4-1          | 1º mag.      |
| 10 apr.     | Riposa: Pro Italia |                  |              | 1º mag.      |

| Andata (4ª) | Andata (4ª)  | Terza giornata   | Ritorno (6ª) | Ritorno (6ª) |
|             |              |                  |              |              |
| 24 apr.     | 1-2          | Lecce-Pro Italia | 1-3          | 8 mag.       |
| 24 apr.     | Riposa: Bari |                  |              | 8 mag.       |